# وفاء شرف

وفاء شرف (ولدت عام 1988) ناشطة حقوق إنسان مغربية وعضو في حركة 20 فبراير. تم الحكم عليها بالسجن لمدة عامين في 21 تشرين الأول 2014 وذلك بتهمة البلاغ الكاذب بالتعرض للتعذيب. وهي الآن مُحتجزة في السجن المحلي في طنجة.
وقد صرحت وفاء شرف بتعرضها للتعذيب من قِبل أفراد مجهولين داخل سيارة مجهولة الهوية لعدة ساعات وذلك عقب مشاركتها في احتجاج العمال في 27 نيسان 2014 في طنجة. كما أوضحت أن هؤلاء المجهولين هددوها بالتعرض لمزيد من العنف في حال استمرارها في مثل هذه الأنشطة الحقوقية. بعد ذلك قام هؤلاء الأفراد بتركها مُلقاه على جانب الطريق على بُعد 12 ميل خارج طنجة.
تقدمت وفاء شرف بعد عدة أيام بشكوى للسلطة القضائية، والتي قامت بدورها بتكليف الشرطة القضائية وفرقة الوطنية للشرطة القضائية بالتحقيق في شكواها. وفي 8 تموز 2014 تم القبض على وفاء شرف قبل غلق التحقيق واحتجازها واتهامها بالبلاغ الكاذب والافتراء بموجب المواد 263، و264، و445 من القانون الجنائي المغربي. بعد مرور شهر في الاحتجاز الاحتياطي تم إدانتها بكافة التهم المُوجهه إليها والحكم عليها بعقوبة عامي سجن بتهمة البلاغ الكاذب بتلقي التعذيب وكذلك تغريمها بدفع مبلغ 50،000 درهم تعويضًا عن الافتراء على قوات الشرطة المغربية. وصرح أحد محامي الدفاع أن المحكمة رفضت استدعاء الشهود الرئيسيين، ولم تكشف أيضًا عن دليل التصنت عبر الهاتف والذي كان عاملًا أساسيًا في الإدَانَة. ومن جانبها قامت وفاء شرف باستئناف القضية.
أطلقت الرابطة الدولية لحقوق الإنسان نداء دولي لإطلاق سراح الناشطة وفاء شرف في 19 أيلول 2014. كما استنكرت الرابطة هذه المحاكمة مُصرحة بأن "محاكمة وفاء شرف هي محاكمة سياسية. وأن المحاكمة كشفت التواطؤ بين السلطات المغربية والمجموعات الصناعية الكبرى الذين يريدون إسكات صوت المدافعين عن العمال.
كما تدعو حملة منظمة العفو الدولية الحالية بإطلاق سراح وفاء شرف وأيضًا أسامة حسني، وهو ناشط حقوق إنسان مغربي صغير تمت إدانته بالبلاغ الكاذب عن التعرض للتعذيب والافتراء على قوات الشرطة المغربية.